# بیسکوییت باغ‌وحشی (فیلم ۲۰۱۷)
بیسکوییت باغ‌وحشی (انگلیسی: Animal Crackers) یک فیلم پویانمایی رایانه‌ای و فانتزی است که در سال ۲۰۱۷ منتشر شد. این فیلم را اسکات کریستین ساوا و تونی بنکرافت به طور مشترک نوشته و کارگردانی کرده‌اند.

## صداپیشگان
- جان کرازینسکی
- امیلی بلانت
- ایان مک‌کلن
- دنی دویتو
- سیلوستر استالونه
- والاس شاون
- راون سایمون
- پاتریک واربرتون
- گیلبرت گوتفرید
- هاروی فایراستین
- تارا استرانگ